# Transgas (edificio)
Transgas (posteriormente Transgaz, Budovy Ústředního dispečinku tranzitního plynovodu, Světové odborové federace o Federálního ministerstva paliv a energetiky) es un edificio del estilo de brutalismo de los aňos 70. del siglo XX. Fue construido como puesto de control del conducto de gas trasladando gas de la Unión Soviética por Checoslovaquia al oeste. Los arquitectos eran Jiří Eisenreich, Jindřich Malátek, Václav Aulický e Ivo Loos (quién diseňó la fuente detrás). El complejo de edificios funcionó desde el aňo 1978 hasta el siglo XXI cuando fue vendido a la compañía privada, que quiera destruirlo y construir en su puesto el nuevo complejo de edificios.

## Galería

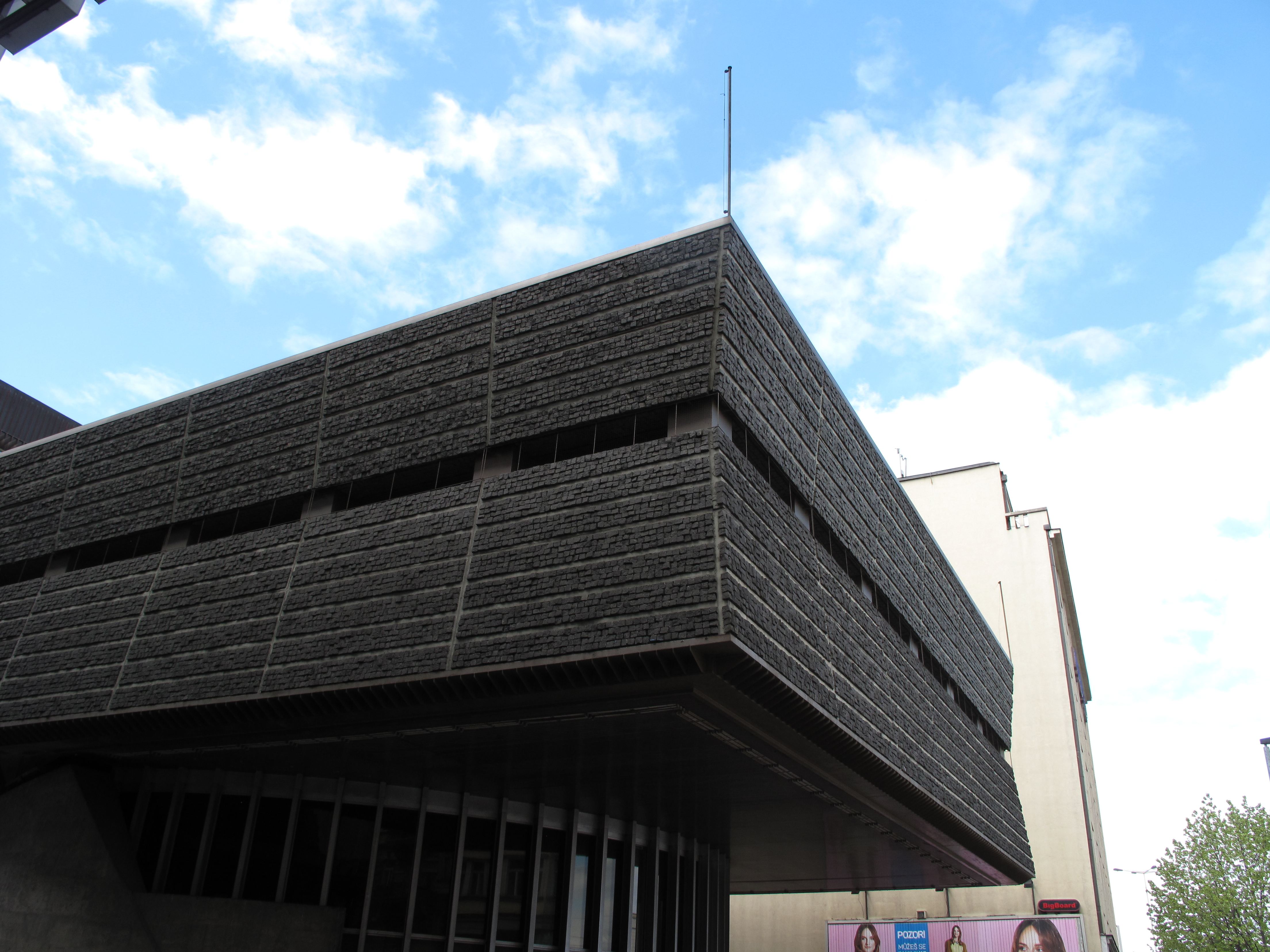
Parte de la sala de control.
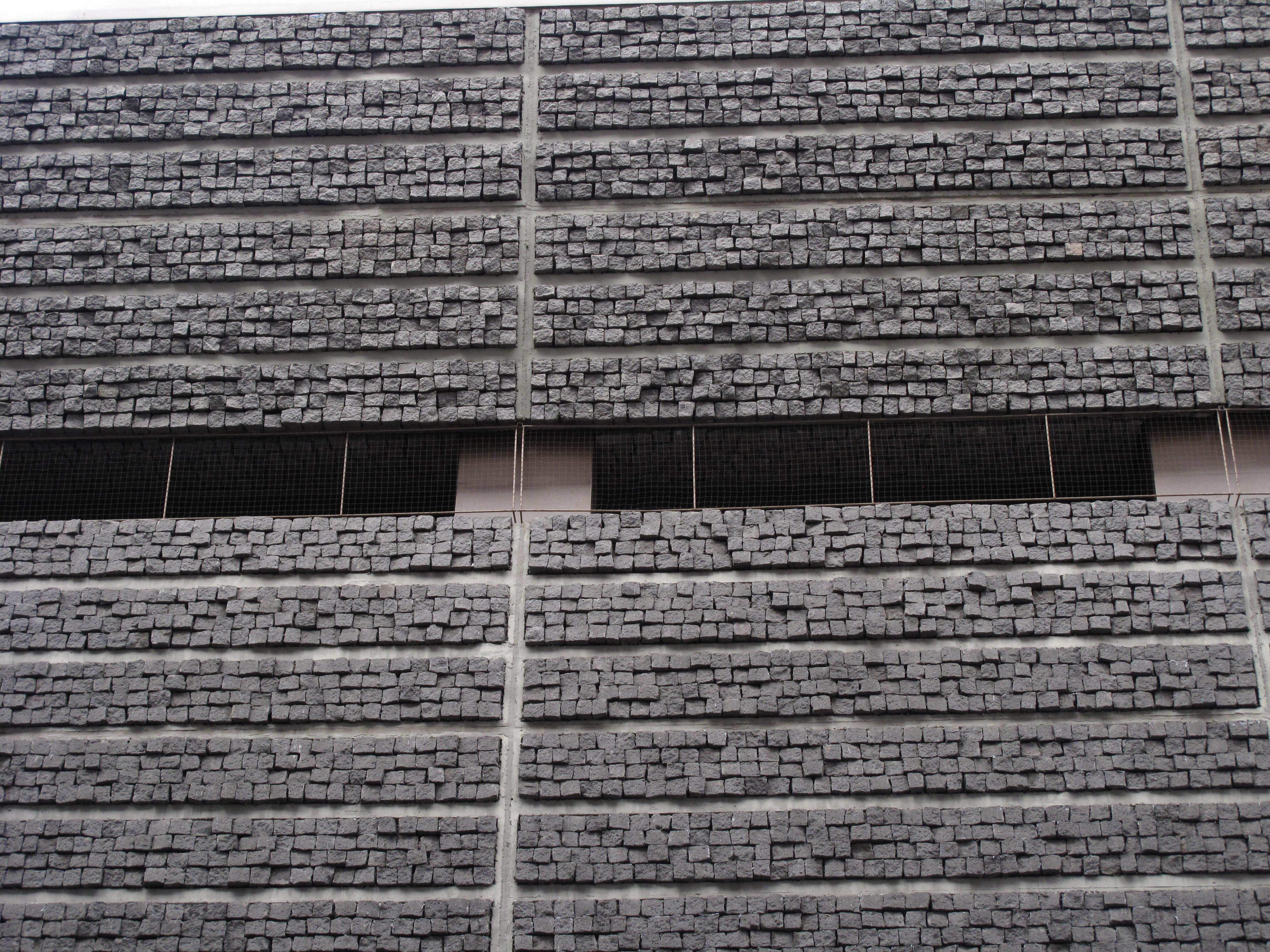
Fachada en detalle.
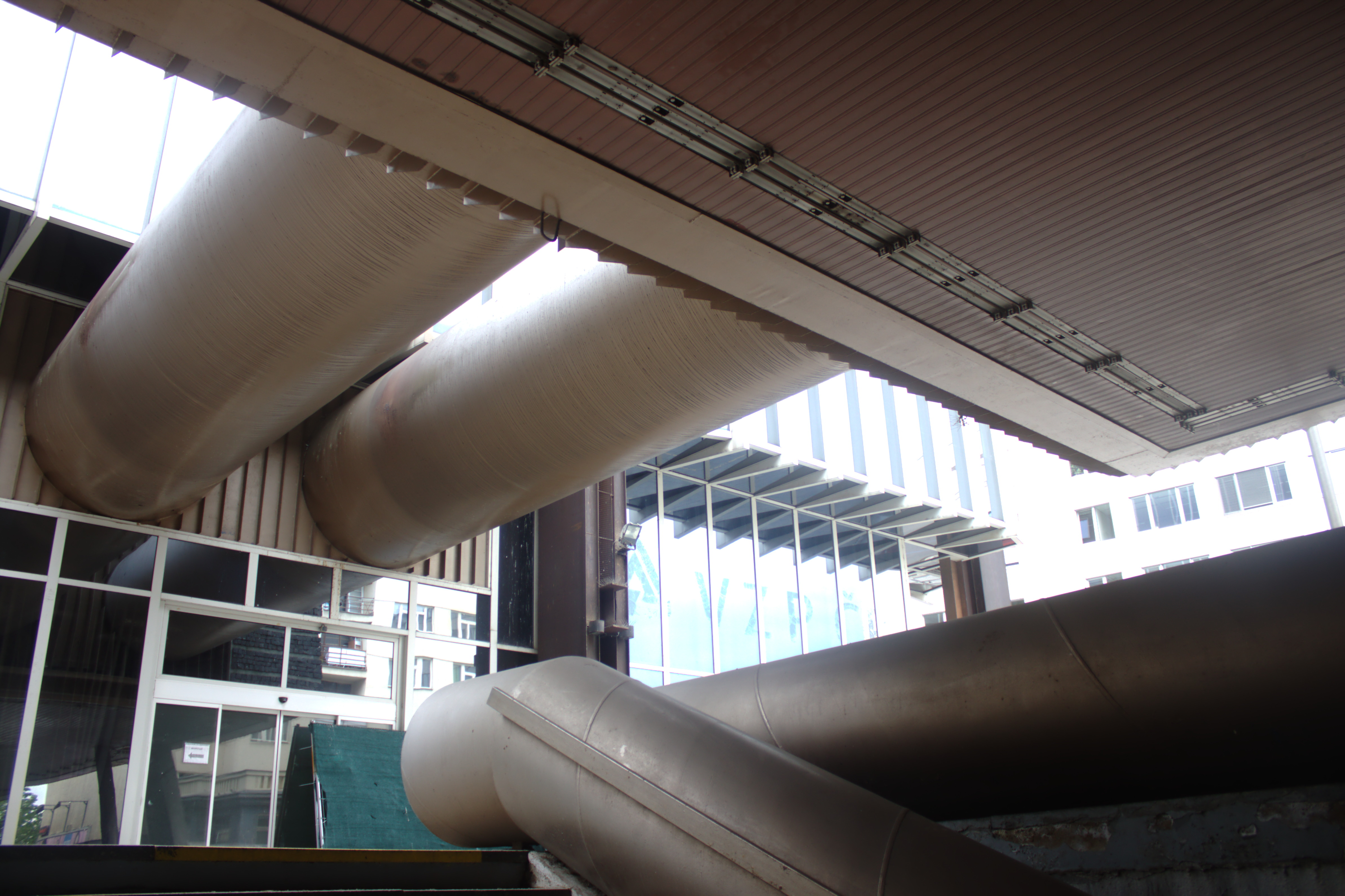
Uso de pipas.
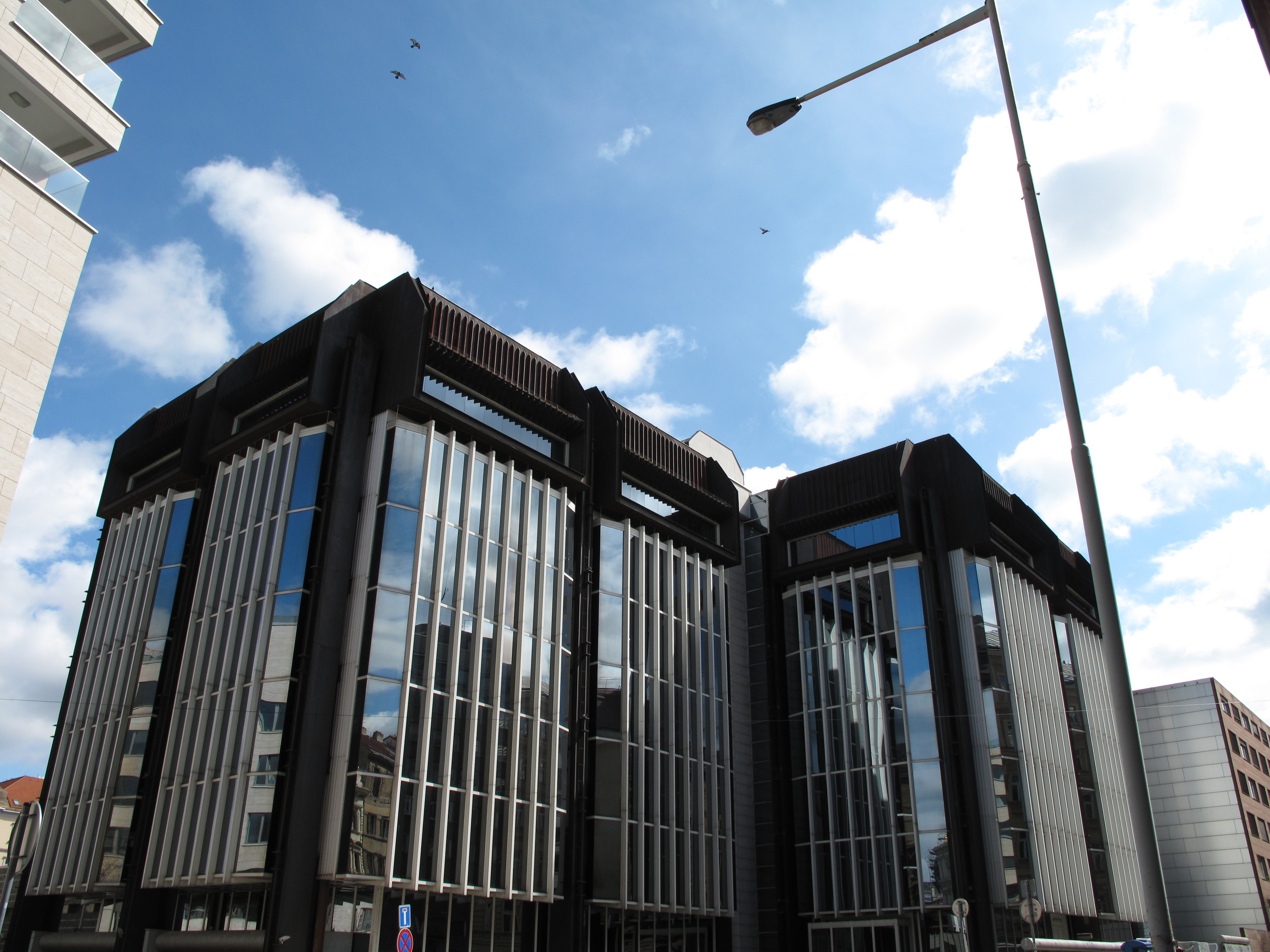
Otro edificio grande.
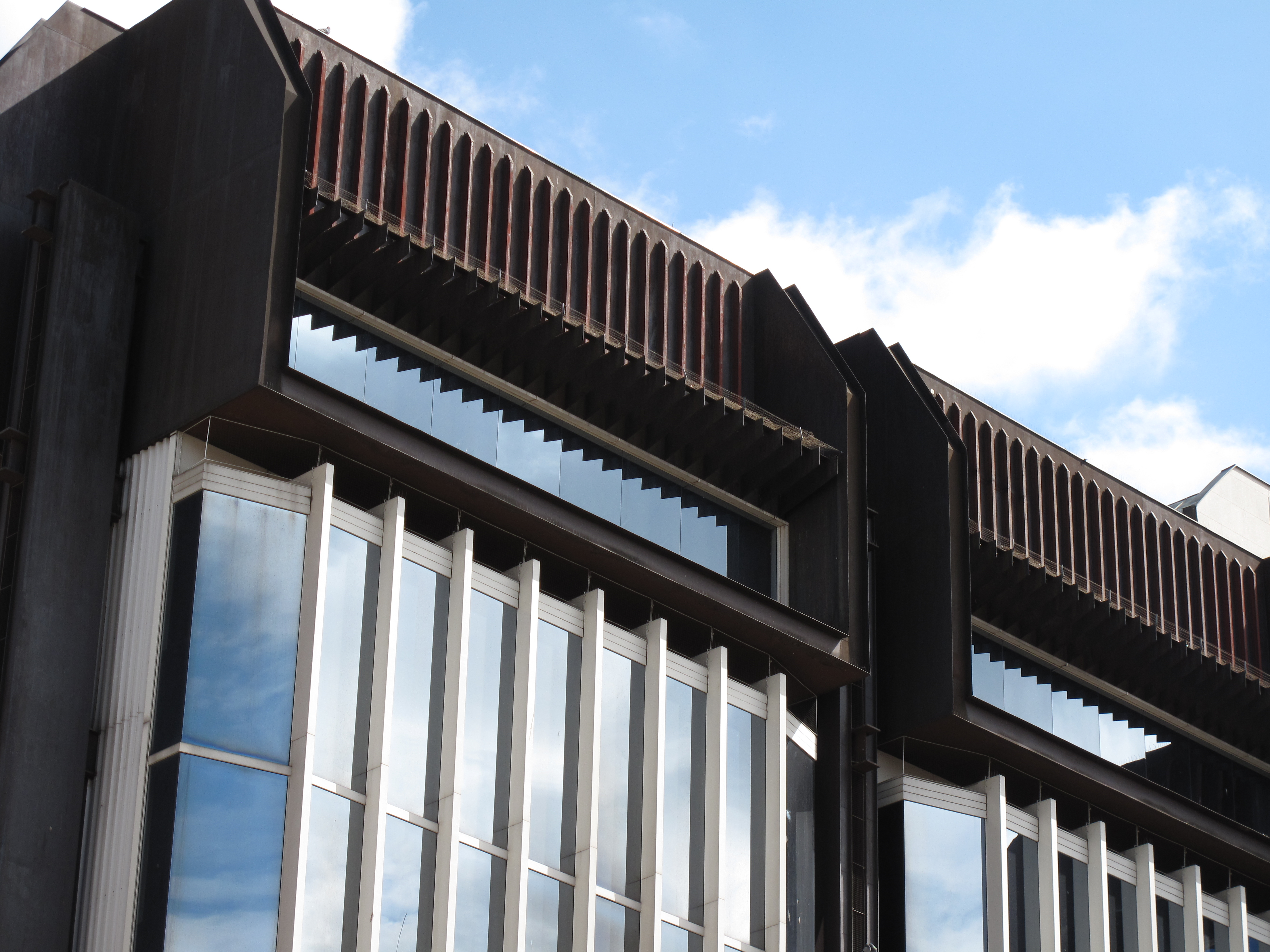
Fachada en detalle.
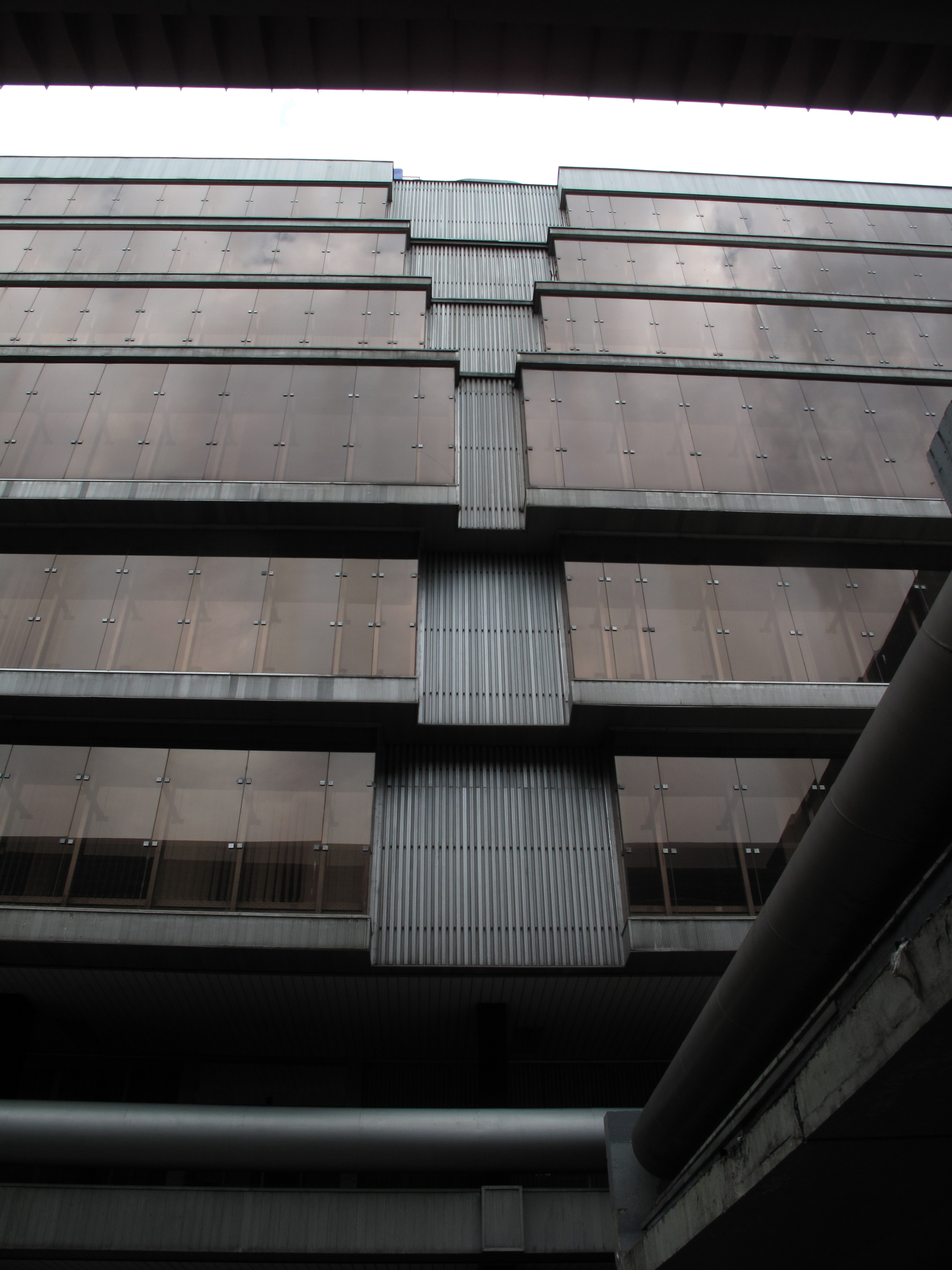
El último edificio más joven.
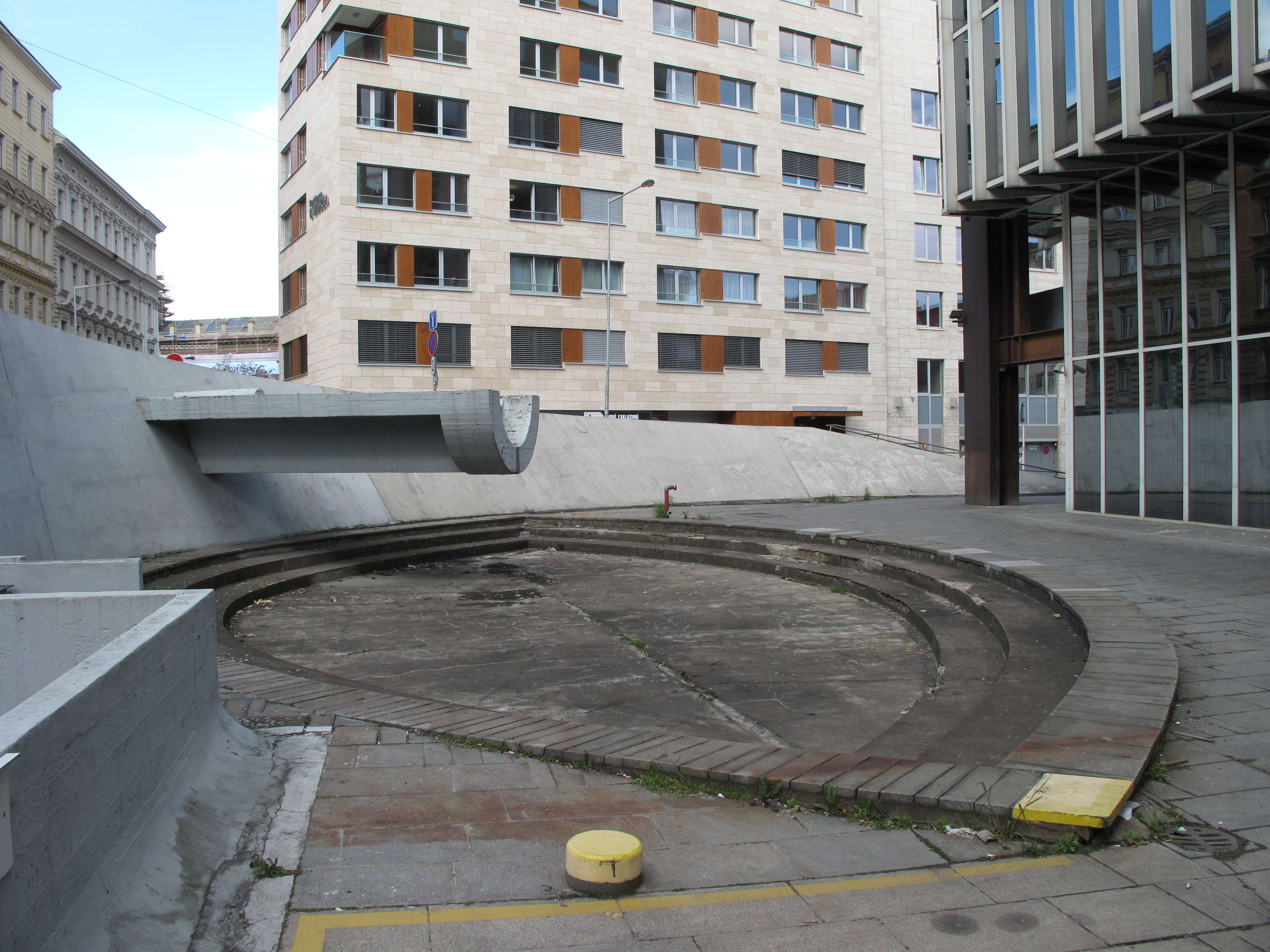
El trozo de la fuente de Ivo Loos.